# Neverwinter Nights
Neverwinter Nights je hra na hrdiny postavená na herním systému Dungeons & Dragons. Hru vytvořila firma BioWare a byla vydaná firmou Infogrames pod značkou Atari.

## Popis
Jedná se o hru z pohledu třetí osoby založenou na RPG a využívající třetí vydání pravidel Dungeons & Dragons a herním světě Forgotten Realms.
Infogrames vydali Neverwinter Nights pro Windows 18. června 2002. BioWare vydali také zdarma stáhnutelného klienta pro Linux o rok později v červnu 2003 (nákup hry byl ale pořád nutný). MacSoft vydal pro Mac OS X hru v srpnu 2003.
Rozšiřující datadisky Shadows of Undrentide a Hordes of Underdark byly vydány v roce 2003.

## Příběh
Hra začíná v centru města Neverwinter, ve kterém řádí mor. Vy jako nově vycvičený hrdina máte pomoci bojovat proti moru a s jinými důležitými věcmi, ale v poslední den vašeho výcviku je na akademii na které studujete podniknut útok a dlouho očekávaný lék na mor je ukraden. Vy jako správný dobrodruh se jej vydáváte hledat. Hledání vás provede celým městem, kde nakonec stvůry, které tvoří lék na mor, najdete. Tím však hra nekončí, ale teprve začíná.

## O hře samotné
Hra vyniká multiplayerovým systémem a nástrojem na tvorbu a vedení dobrodružství. Pán jeskyně vytvoří dobrodružství pomocí nástroje „nwn Aurora Toolset“, které pak může uložit na server, kam se připojují hráči. Na jeden server může být připojeno až 64 hráčů a jednotlivé servery spolu mohou být navzájem propojeny. Herní svět může pán jeskyně (DM) moderovat přímo ve hře, jako postava. Hra běží na bázi pravidel Dungeons and Dragons – třetí vydání. Díky tomu je ve hře k dispozici 7 ras od půl-orka až po elfa. Je zde také 11 povolání – od barbara přes čaroděje až ke klerikovi. Potěší také tvorba vlastní postavy za pomoci libovolné kombinace rasy a povolání. Sice může být výsledná postava slabá v daném povolání, protože se vyloženě její rasa na tento úkol nehodí (gnómský bojovník nebo trpasličí čaroděj), ale potěší ta možnost že nejste nijak omezeni. Opět si můžete vybrat stejně jako v Baldur's Gate II jestli bude vaše postava neutrálně dobrá/zlá, zákonně dobrá/zlá, zmatené dobro/zlo a podobně.
Neverwinter Nights může nahradit klasické večerní seance hráčů AD&D s tužkou, papírem a kostkami.